# Смикув (Сілезьке воєводство)
Смикув (пол. Smyków) — село в Польщі, у гміні Пширув Ченстоховського повіту Сілезького воєводства.
Населення — 68 осіб (2011).
У 1975-1998 роках село належало до Ченстоховського воєводства.

## Демографія
Демографічна структура станом на 31 березня 2011 року:
|          | Загалом | Допрацездатний вік | Працездатний вік | Постпрацездатний вік |
| -------- | ------- | ------------------ | ---------------- | -------------------- |
| Чоловіки | 33      | 2                  | 27               | 4                    |
| Жінки    | 35      | 6                  | 18               | 11                   |
| Разом    | 68      | 8                  | 45               | 15                   |